# Фуроре
Фуроре је насеље у Италији у округу Салерно, региону Кампанија.
Према процени из 2011. у насељу је живело 810 становника. Насеље се налази на надморској висини од 521 м.

## Становништво
| 1951. | 1961. | 1971. | 1981. | 1991. | 2001. | 2011. |
| ----- | ----- | ----- | ----- | ----- | ----- | ----- |
| 610   | 603   | 615   | 633   | 779   | 810   | 846   |